# 솔트레이크 스탤리언스
| 솔트레이크 스탤리언스 |                                |
| 컨퍼런스              | 서부 컨퍼런스                  |
| 설립연도              | 2018년                         |
| 해체연도              | 2019년                         |
| 역사                  | 솔트레이크 스탤리언스 (2019년) |
| 경기장                | 라이스에클스 스타디움          |
| 연고지                | 유타주 솔트레이크시티          |
| 상징색                | 파랑, 딥 스카이 블루, 은       |
| 단장                  | 랜디 뮐러                      |
| 감독                  | 데니스 에릭슨                  |
| 리그 우승             |                                |
| 컨퍼런스 우승         |                                |

솔트레이크 스탤리언스(Salt Lake Stallions)는 미국 유타주 솔트레이크시티을 연고지로 하는 2019년 AAF 서부 컨퍼런스 소속되었던 미식축구 팀이다. 홈 경기장은 라이스에클스 스타디움이다.